# Ernst Eitner
Ne doit pas être confondu avec Ernst Gustav Eitner.
Pour les articles homonymes, voir Eitner.
Wilhelm Heinrich Ernst Eitner, né le 30 août 1867 à Hambourg et mort le 28 août 1955 dans la même ville, est un peintre impressionniste et graveur allemand.

## Biographie

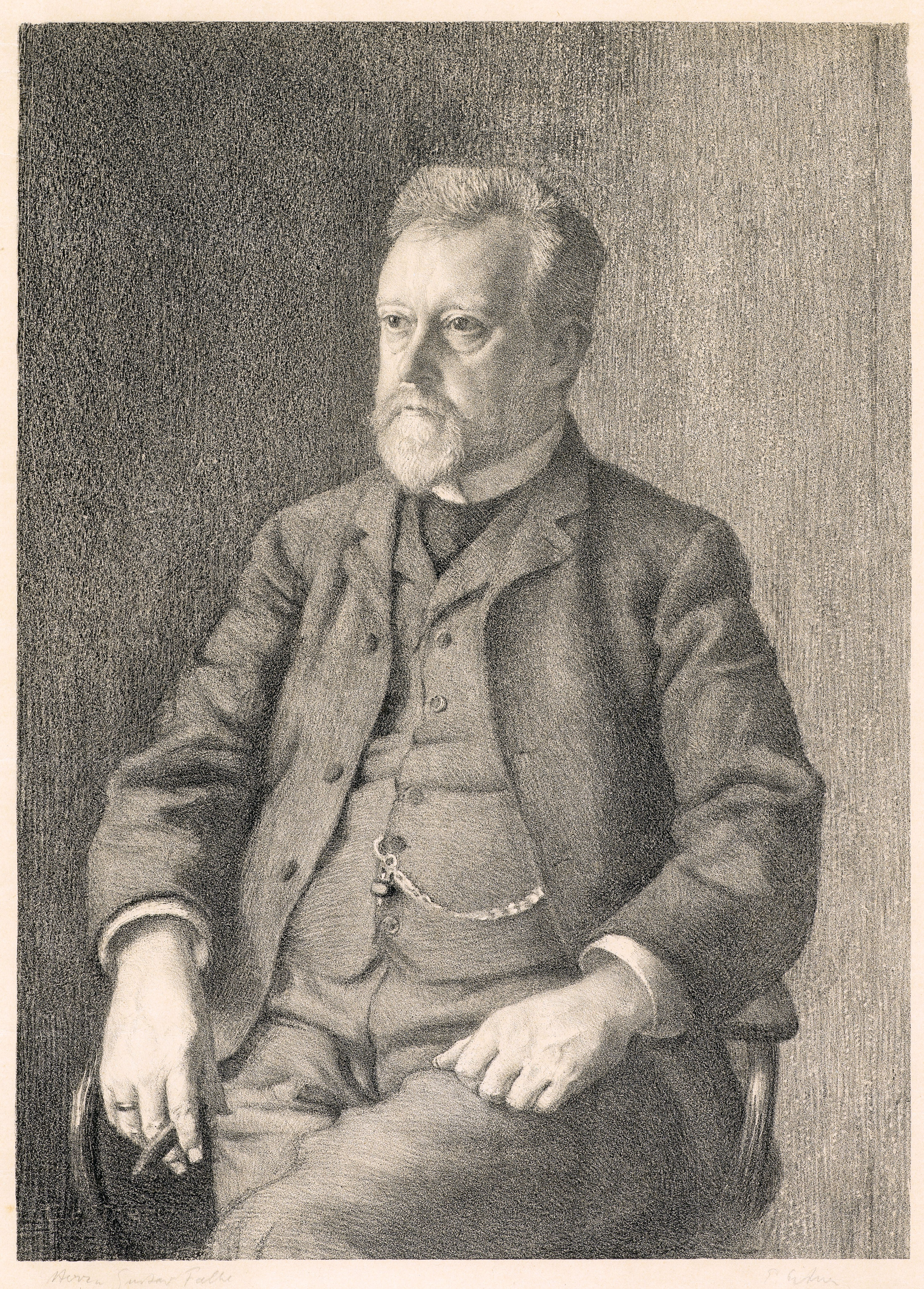
Portrait de Gustav Falke (1908, bibliothèque de l'université de Hambourg).

Ernst Eitner naît le 30 août 1867 à Hambourg. Il vit à Hummelsbüttel près de Hambourg. Il fréquente l'école des arts et métiers de Hambourg et travaille d'abord comme lithographe, puis part à l'Académie de Karlsruhe de 1887 à 1891, où il devient l'élève de Schönleber, et à l'Académie d'Anvers (sous de Vriendt) en 1892. Cette même année, il reçoit une distinction à l'exposition d'aquarelle de Dresde, puis, en 1896, un premier prix à Hambourg pour un projet d'affiche de l'association artistique. Un voyage le conduit à Paris en 1900. Il visite également Londres, l'Italie, la Suisse, le sud de l'Allemagne et la Belgique. Pendant 15 ans, il enseigne à l'école de peinture Höver de Hambourg. Il est régulièrement représenté aux grandes expositions d'art allemandes (Berlin, Munich, Dresde, Düsseldorf, Brême). À l'étranger, il expose à Paris en 1894 (Salon Soc. Nat.) et à Rome en 1911 (Internat.). L'ensemble de ses travaux graphiques jusqu'en 1904 est répertorié chez Schiefler ; il s'agit de préférence de paysages des environs de Hambourg, et plus récemment de quelques papiers d'affaires et de décorations de livres. D'autres travaux sont répertoriés par le Rump (gravures, ex-libris, gravures sur bois et lithographies). La Kunsthalle de Hambourg possède les tableaux suivants : Printemps (L'artiste et sa famille) de 1901 ; Vallée de l'Alster près de Wellingsbüttel ; Automne à Billwärder ; Portrait du poète Gustav Falke. Lübeck possède le tableau Lebensabend.
Ernst Eitner meurt le 28 août 1955 dans sa ville natale.